# Alida Kurras
Alida-Nadine Kurras (née le 14 juin 1977 à Berlin-Est) est une présentatrice de télévision allemande.

## Biographie
Alida Kurras grandit à Eichwalde. À huit ans, elle commence le judo, fait des compétitions et est prête à faire une école adaptée lorsqu'une blessure à la hanche l'en empêche. Pendant ses études de droit à l'université libre de Berlin, qu'elle ne termine pas, elle fait de la figuration dans des séries télévisées.
En 2000, elle remporte la seconde saison en Allemagne de Big Brother. L'année suivante, elle présente une émission de télé-tirelire sur 9Live. En mars 2001, elle pose dans l'édition allemande du magazine Playboy, ce qu'elle dira par la suite regretter. De 2004 à février 2006, elle anime la scripted reality Das Geständnis – Heute sage ich alles! sur ProSieben.
En mai 2007, une émission de télé-tirelire qu'elle anime sur 9Live est soupçonnée de tricherie : Alida Kurras incite les téléspectateurs à appeler sans qu'il n'y ait de gagnant. Cette polémique met fin à ce genre d'émission.
En juillet 2007, elle présente avec Jürgen Milski une nouvelle émission de docu-soap sur RTL II. En raison de la faible audience, l'émission est retirée. De même qu'une autre de télé-réalité qu'elle anime en septembre 2007.
Le 8 décembre 2008, elle anime avec Miriam Pielhau (de) la neuvième saison de Big Brother. Elle participe ensuite à la présentation de la dixième en plus de l'émission best-of des dix ans. Mais la dernière s'arrête prématurément.
En octobre 2024 elle participe à la douzième saison de Promi Big Brother, au côté notamment du footballeur Max Kruse. Elle termine à la 4e place lors de la finale.